# Cuthbert Collingwood, 1. Baron Collingwood

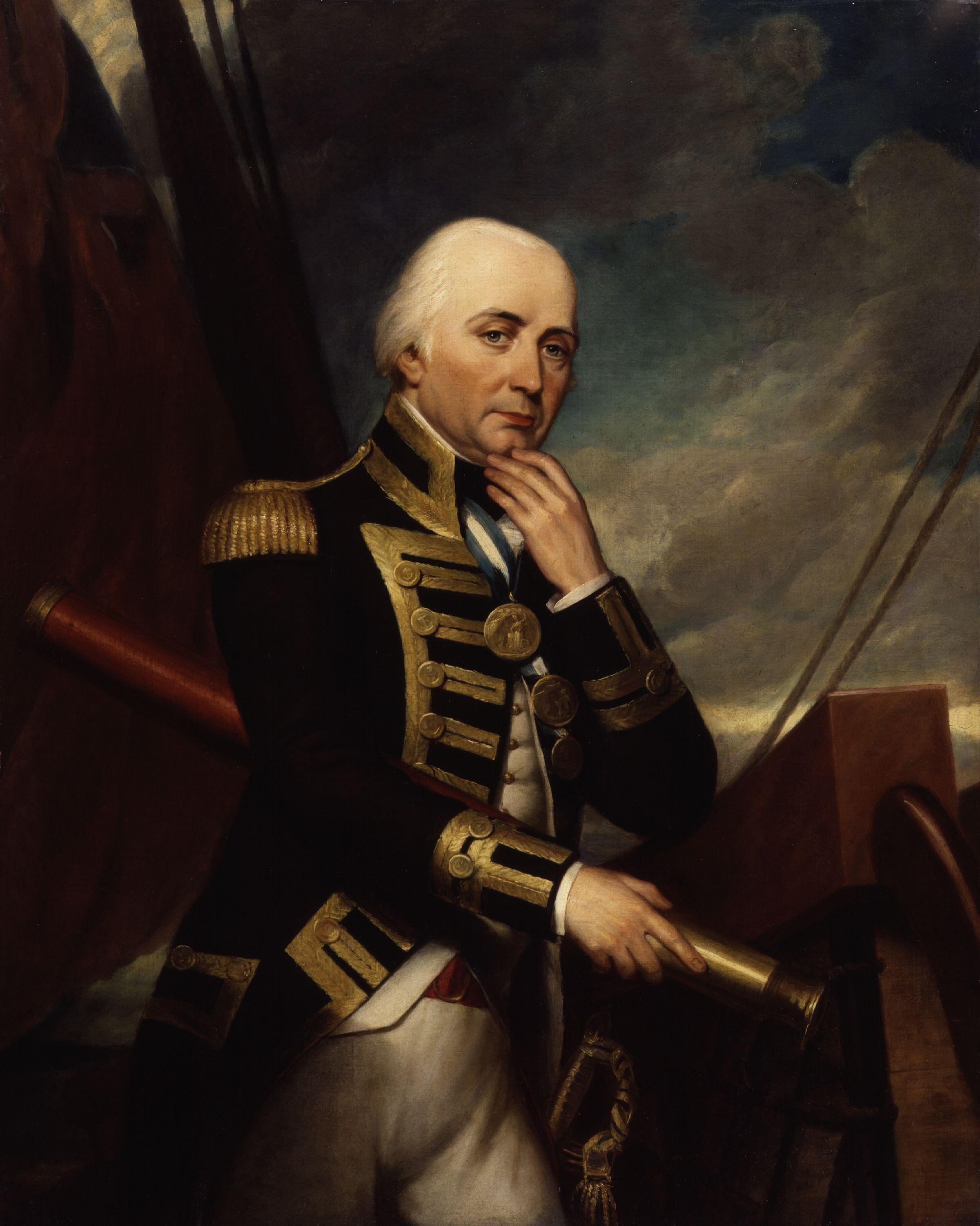
Admiral Lord Collingwood, Gemälde von Henry Howard nach Giuseppe Politi, National Portrait Gallery (London)

Cuthbert Collingwood, 1. Baron Collingwood (* 26. September 1750 in Newcastle upon Tyne; † 7. März 1810 vor Mahon) war ein britischer Vizeadmiral und neben Horatio Nelson einer der bedeutendsten Seekriegsführer der Napoleonischen Kriege.

## Leben

### Jugend
Nach dem Besuch der Royal Grammar School in Newcastle trat Collingwood bereits im Alter von 11 Jahren in die Royal Navy ein und diente zunächst auf der Fregatte Shannon, die von einem seiner Verwandten, dem späteren Admiral Brathwaite, befehligt wurde, der ihn unter seine Fittiche nahm.

### Amerikanischer Unabhängigkeitskrieg
Am 17. Juni 1775 nahm er an der Beschießung der revolutionären amerikanischen Truppen durch die britische Flotte in der Schlacht von Bunker Hill im Amerikanischen Unabhängigkeitskrieg teil und wurde am selben Tag zum Lieutenant befördert. Wenig später lernte er Horatio Nelson kennen, mit dessen glanzvoller Laufbahn in der Royal Navy seine eigene aufs engste verwoben blieb. Im Jahre 1779 erhielt er den Rang eines Commander und als Nachfolger Nelsons sein erstes eigenes Kommando über die Brigg Badger, wurde jedoch schon wenig später erster Offizier auf der von Nelson kommandierten Fregatte Hinchinbroke. In dieser Funktion nahm er an der erfolglosen Nicaragua-Expedition im Frühjahr 1780 teil. Nachdem Nelson auf die Albemarle versetzt worden war, übernahm Collingwood auch hier das Kommando von ihm und wurde zum Post-Captain befördert. In der Folge kommandierte er das Post-ship Pelican, dann das Linienschiff Sampson und ab 1783 das Linienschiff Mediator, das zum von Nelson befehligten Karibikgeschwader gehörte. Hauptaufgabe dieses Geschwaders war es, den Handel amerikanischer Schiffe mit den britischen Besitzungen in der Karibik zu verhindern, der nach britischen Gesetzen ausschließlich britischen Schiffen vorbehalten war.

### Familie
Zwischen 1786 und 1793 hielt er sich (bis auf eine kurze Reise) in Großbritannien auf, wo er 1791 Sarah Roddam heiratete. Der Ehe, die trotz der ständigen Trennungen glücklich war, entsprangen zwei Töchter, Sarah und Mary.

### Napoleonische Kriege
1793 wurde Collingwood zum Kommandanten der HMS Prince ernannt, des Flaggschiffs von Rear-Admiral Bowyer. Als Kommandant der HMS Barfleur nahm er am 1. Juni 1794 an der Seeschlacht am 13. Prairial gegen die französischen Revolutionsflotte teil, in Großbritannien bekannt als The Glorious First of June. Ferner kämpfte er am 14. Februar 1797 in der Seeschlacht bei Kap St. Vincent unter dem Kommando von Admiral John Jervis. In diesen Schlachten, besonders in der letzteren, zeichnete er sich durch Tapferkeit und großes Geschick aus, was seinen Ruf in der Royal Navy erheblich steigerte.
Anfang 1799 wurde er zum Rear-Admiral of the White befördert und war auf seinem Flaggschiff HMS Triumph im Mittelmeer mit der Beobachtung und Blockade der in Toulon liegenden französischen Flotte beauftragt. In der kurzen Zeit des Friedens von Amiens im Jahr 1802 kehrte er nach Großbritannien zurück und hielt sich zum letzten Mal bei seiner Familie auf.
Im darauf folgenden Frühjahr wurde er jedoch schon wieder aktiviert, nachdem die Feindseligkeiten mit Frankreich von neuem begonnen hatten, und überwachte die in Brest liegende französische Flotte. Im Mai 1804 wurde er zum Vice-Admiral of the Blue befördert. Nach dem Ausbruch der französischen Flotte aus Toulon Ende März 1805 und ihrer Vereinigung mit der spanischen Flotte vor Cádiz erhielt er den Befehl, sie mit einem Geschwader der von Vice-Admiral Horatio Nelson kommandierten britischen Mittelmeerflotte zu verfolgen. Es gelang ihm, den Hafen von Cádiz zu blockieren, bevor die gesamte feindliche Flotte dort einlaufen konnte. Im Verlauf dieser Aktion entkam Collingwood einmal mit nur drei Schiffen einer Verfolgung durch sechzehn feindliche Linienschiffe.
Als Stellvertreter seines Freundes Nelson nahm er am 21. Oktober 1805 an der Schlacht von Trafalgar teil und zeichnete sich auch hier wieder durch hervorragende Tapferkeit und Befehlshaberqualitäten aus. Mit der HMS Royal Sovereign führte Collingwood die 15 Schiffe der zweiten britischen Schlachtlinie an, die den hinteren Teil der gegnerischen Flotte angreifen sollte. Er kam mit seinem Schiff als erster ins Gefecht und hätte das spanische Flaggschiff Santa Ana fast im Alleingang versenkt, wenn diesem nicht andere gegnerische Schiffe zu Hilfe gekommen wären. Nach Nelsons Tod in der Schlacht übernahm er den Oberbefehl über die Mittelmeerflotte. Seiner Umsicht war es wesentlich zu verdanken, dass in dem nach der Schlacht aufkommenden Sturm die britischen und die meisten der eroberten feindlichen Schiffe gesichert werden konnten. In Anerkennung seiner Tapferkeit, Besonnenheit und Führungsstärke wurde er am 20. November 1805 als Baron Collingwood, of Caldbourne and Hethpoole in the County of Northumberland, zum erblichen Peer erhoben, und beide Häuser des Parlaments sprachen ihm ihren Dank aus. Damit verbunden war eine jährliche Pension in Höhe von £ 2000, damals eine sehr hohe Summe.
Nach der Schlacht von Trafalgar versuchte Collingwood als Befehlshaber der Mittelmeerflotte vergebens, die verbliebenen Teile der französischen Flotte zum Gefecht zu stellen. Dabei verschlechterte sich sein Gesundheitszustand zusehends und er bat mehrfach darum, von seinem Kommando entbunden zu werden und nach England zurückkehren zu dürfen. Dies wurde ihm jedoch verwehrt, da man in der britischen Regierung, nicht zuletzt wegen seines diplomatischen Geschicks, glaubte, nicht auf seine Dienste verzichten zu können.
Am 7. März 1810 starb er an Bord der HMS Ville de Paris, die zu diesem Zeitpunkt vor Mahon auf der Insel Menorca lag. Bestattet wurde er an der Seite seines lebenslangen nahen Freundes Lord Nelson in der St Paul’s Cathedral in London. Da er keine Söhne hatte, erlosch sein Baronstitel mit seinem Tod.

## Würdigung
In Tynemouth wurde ihm am Ufer des Tyne ein Standbild errichtet. Der französische Schriftsteller Alfred de Vigny hat in seinem Werk Servitude et grandeur militaires (Knechtschaft und Größe des Militärs) dem unbeugsamen Pflichtgefühl Collingwoods ein bewunderndes literarisches Denkmal gesetzt.
Nach ihm wurden mindestens drei Schiffe und ein Trainingscamp der britischen Royal Navy benannt:
- HMS Collingwood (1841), ein 80 Kanonen-Linienschiff der Vanguard-Klasse, das 1861 auf Schraubenantrieb umgerüstet wurde.
- HMS Collingwood (1882), ein Linienschiff der Admiral-Klasse,
- HMS Collingwood (1908), ein Schlachtschiff der St.-Vincent-Klasse
- Trainingscamp während des Zweiten Weltkriegs (siehe auch HMS Diamond Rock).

Collingwoods Qualitäten und Verdienste als Marinebefehlshaber wurden allgemein bewundert. Zwar gingen ihm das genialische Charisma und das romantische Draufgängertum seines Freundes Nelson ab, dafür waren seine Seemannschaft und seine Fähigkeit, komplexe und widersprüchliche Situationen zu überblicken, Wahrscheinlichkeiten abzuwägen und zu fundierten Entscheidungen zu gelangen, unübertroffen. Seine Zeitgenossen hatten die höchste Meinung von seinem Urteilsvermögen, und sein Rat wurde nicht nur in militärischen, sondern auch in politischen Angelegenheiten gesucht und geschätzt. Ebenso wurden seine Großzügigkeit und Menschenfreundlichkeit gerühmt, insbesondere genoss er den Ruf, seine Mannschaften besonders gut zu behandeln und die damals üblichen Praktiken des Pressens und des Auspeitschens abzulehnen.